# 슈퍼라이너 (객차)
슈퍼라이너(영어: Superliner)는 암트랙의 이층 객차로 1978년부터 1981년까지 1차분이 제작된데 이어 1993년부터 1995년까지 최후기형까지 도입했다. 암트랙 캘리포니아에서 운행하는 암트랙 캘리포니아카가 있는데 슈퍼라이너의 파생형 모델이다.
2015년 기준으로 운행하고 있는 노선은 사우스웨스트 치프, 선셋 리미티드, 시티 오브 뉴올리언스, 엠파이어빌더, 오토트레인, 캐피톨 리미티드, 캘리포니아 제퍼, 코스트 스타라이트, 텍사스 이글, 피어마켓, 허트랜드 플라이어가 운행하고 있다.

## 운행 노선
- 사우스웨스트 치프
- 선셋 리미티드
- 시티 오브 뉴올리언스
- 엠파이어빌더
- 오토트레인
- 캐피톨 리미티드
- 캘리포니아 제퍼
- 코스트 스타라이트
- 텍사스 이글
- 피어마켓
- 허트랜드 플라이어

## 같이 보기
- 암트랙 서프라이너
- 암트랙 캘리포니아카